# Tianjin Olympic Center Stadium
Tianjin Olympic Center Stadium (chiń. upr. 天津奥林匹克中心体育场; chiń. trad. 天津奧林匹克中心體育場; pinyin Tiānjīn Àolínpǐkè Zhōngxīn Tǐyùchǎng) – wielofunkcyjny stadion sportowy w mieście Tiencin, w Chinach. Wyposażony jest m.in. w bieżnię lekkoatletyczną, parking podziemny, halę wystawową, restauracje, centrum opieki zdrowotnej, sale konferencyjne, sklepy oraz sale gimnastyczne. Dwupoziomowe trybuny są w pełni zadaszone i mogą pomieścić 60 000 widzów. Wokół obiektu wybudowano sztuczne jezioro z czterema groblami, którymi można się dostać na stadion. Obiekt powstał w latach 2003–2007 i został zainaugurowany 19 sierpnia 2007 roku, a jego budowa kosztowała około 1,5 mld juanów. Na stadionie rozegrane zostały m.in. spotkania w ramach kobiecych Mistrzostw Świata 2007 i turnieju piłkarskiego na Igrzyskach Olimpijskich 2008. W 2013 roku odbyły się na nim również konkurencje lekkoatletyczne oraz część spotkań turnieju piłkarskiego mężczyzn na Igrzyskach Azji Wschodniej 2013.